# Ultra Naté

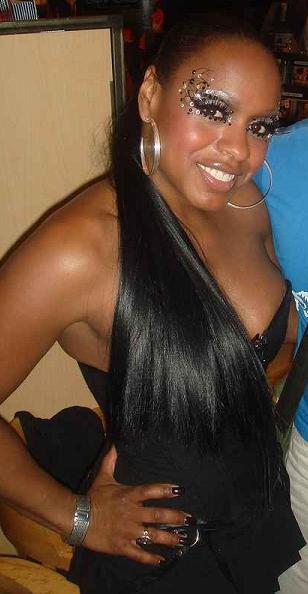
Ultra Naté (2007)

Ultra Naté Wyche (* 20. März 1968 in Havre de Grace, Maryland) ist eine US-amerikanische Sängerin in den Bereichen House, Dance und R&B. 

## Biografie
Obwohl Ultra Naté zahlreiche Hits in den Dance-Charts hatte und in den USA von 1991 bis 2008 sechs Spitzenreiter in den Billboard Hot Dance Club Play Charts (Show Me, Free, Found a Cure, Desire, Get It Up, Give It All You Got) sowie sechs weitere Top-10-Hits vorweisen kann, ist sie vor allem für ihren Hit Free aus dem Jahr 1997 bekannt, der ihr einziger weltweiter Hit in den Verkaufscharts war und im Vereinigten Königreich mit einer Goldenen Schallplatte ausgezeichnet wurde. Die höchste Platzierung erreichte das Lied in den UK-Charts (Platz 4). Für den Soundtrack zum Film Studio 54 nahm sie zusammen mit Amber und Jocelyn Enriquez als „Stars on 54“ das Lied If You Could Read My Mind auf, das ein internationaler Erfolg wurde.
Besonders erfolgreich war sie außer in den USA Ende der 1990er Jahre in Großbritannien, wo auch ihr Album Situation: Critical in die Charts kam und sich weltweit über eine Million Mal verkaufte. Die meisten Lieder entstanden zusammen mit dem New Yorker Produzentenduo Mood II Swing auf dem House-Label Strictly Rhythm.

## Diskografie

### Alben
| Jahr | Titel               | Höchstplatzierung, Gesamtwochen, AuszeichnungChartplatzierungen (Jahr, Titel, Platzierungen, Wochen, Auszeichnungen, Anmerkungen) | Höchstplatzierung, Gesamtwochen, AuszeichnungChartplatzierungen (Jahr, Titel, Platzierungen, Wochen, Auszeichnungen, Anmerkungen) | Höchstplatzierung, Gesamtwochen, AuszeichnungChartplatzierungen (Jahr, Titel, Platzierungen, Wochen, Auszeichnungen, Anmerkungen) | Höchstplatzierung, Gesamtwochen, AuszeichnungChartplatzierungen (Jahr, Titel, Platzierungen, Wochen, Auszeichnungen, Anmerkungen) | Höchstplatzierung, Gesamtwochen, AuszeichnungChartplatzierungen (Jahr, Titel, Platzierungen, Wochen, Auszeichnungen, Anmerkungen) | Höchstplatzierung, Gesamtwochen, AuszeichnungChartplatzierungen (Jahr, Titel, Platzierungen, Wochen, Auszeichnungen, Anmerkungen) | Anmerkungen |
| Jahr | Titel               | DE | AT | CH | UK | US | Dance | Anmerkungen |
| ---- | ------------------- | --- | --- | --- | --- | --- | --- | --- |
| 1992 | Altitude            | — | — | — | UK75 (1 Wo.)UK | — | — | Erstveröffentlichung: April 1992 System 7 feat. Ultra Naté 12"-Doppelvinyl mit acht Versionen des Liedes Altitude Produzenten: Derrick May, Steve Hillage |
| 1998 | Situation: Critical | — | — | — | UK17 (6 Wo.)UK | — | — | Erstveröffentlichung: 12. Mai 1998 Produzent: Al Mack |

grau schraffiert: keine Chartdaten aus diesem Jahr verfügbar
Weitere Alben
- 1991: Blue Notes in the Basement
- 1993: One Woman’s Insanity
- 2000: Stranger Than Fiction
- 2007: Grime, Silk & Thunder
- 2013: Hero Worship
- 2017: Black Stereo Faith

### Kompilationen
- 1998: Is It Love? Ultra Nate Best Remixes Volume 1
- 1998: How Long: Ultra Nate Best Remixes Volume 2

### DJ-Mix
- 2008: Alchemy – G. S. T. Reloaded

### Singles
| Jahr | Titel Album                                              | Höchstplatzierung, Gesamtwochen, AuszeichnungChartplatzierungen (Jahr, Titel, Album, Platzierungen, Wochen, Auszeichnungen, Anmerkungen) | Höchstplatzierung, Gesamtwochen, AuszeichnungChartplatzierungen (Jahr, Titel, Album, Platzierungen, Wochen, Auszeichnungen, Anmerkungen) | Höchstplatzierung, Gesamtwochen, AuszeichnungChartplatzierungen (Jahr, Titel, Album, Platzierungen, Wochen, Auszeichnungen, Anmerkungen) | Höchstplatzierung, Gesamtwochen, AuszeichnungChartplatzierungen (Jahr, Titel, Album, Platzierungen, Wochen, Auszeichnungen, Anmerkungen) | Höchstplatzierung, Gesamtwochen, AuszeichnungChartplatzierungen (Jahr, Titel, Album, Platzierungen, Wochen, Auszeichnungen, Anmerkungen) | Höchstplatzierung, Gesamtwochen, AuszeichnungChartplatzierungen (Jahr, Titel, Album, Platzierungen, Wochen, Auszeichnungen, Anmerkungen) | Anmerkungen |
| Jahr | Titel Album                                              | DE | AT | CH | UK | US | Dance | Anmerkungen |
| ---- | -------------------------------------------------------- | --- | --- | --- | --- | --- | --- | --- |
| 1989 | It’s Over Now Blue Notes in the Basement                 | — | — | — | UK62 (3 Wo.)UK | — | — | Autoren: Mark Harris, Ultra Naté, The Basement Boys                                                                                          |
| 1991 | Is It Love? Blue Notes in the Basement                   | — | — | — | UK71 (2 Wo.)UK | — | Dance45 (2 Wo.)Dance | The Basement Boys present Ultra Naté Autor: David Baker                                                                                      |
| 1992 | Rejoicing (I’ll Never Forget) Blue Notes in the Basement | — | — | — | — | — | Dance7 (10 Wo.)Dance | Autoren: Ultra Naté, Neal Conway |
| 1992 | Altitude System 7                                        | — | — | — | — | — | Dance44 (5 Wo.)Dance | 777 feat. Ultra Naté Autoren: Derrick May, Larry P. Rauson, Steve Hillage, Ultra Naté, Wilbur                                                |
| 1993 | Joy One Woman’s Insanity                                 | — | — | — | UK2 (13 Wo.)UK | — | — | Autoren: Kathryn Ross, Sean Spencer, Thomas Roberts, Jr.                                                                                     |
| 1993 | Show Me One Woman’s Insanity                             | — | — | — | UK62 (1 Wo.)UK | — | Dance1 (14 Wo.)Dance | Autoren: Carsten Schack, Kenneth Karlin, Mich Hansen, Ultra Naté                                                                             |
| 1994 | How Long One Woman’s Insanity                            | — | — | — | — | — | Dance2 (13 Wo.)Dance | Autoren: Brian Alexander Morgan, Nellee Hooper, Richard Mazda                                                                                |
| 1995 | Party Girl (Turn Me Loose) –                             | — | — | — | — | — | Dance6 (14 Wo.)Dance | Autoren: Al Mack, Ultra Naté |
| 1997 | Free Situation: Critical                                 | DE42 (13 Wo.)DE | AT33 (1 Wo.)AT | CH6 (18 Wo.)CH | UK4 Platin · (17 Wo.)UK | US75 (19 Wo.)US | Dance1 (53 Wo.)Dance | Erstveröffentlichung: 4. August 1997 Autoren: John Ciafone, Lem Springsteen, Ultra Naté                                                      |
| 1997 | Free (The Mixes) –                                       | — | — | — | UK33 (2 Wo.)UK | — | Dance23 (10 Wo.)Dance | |
| 1997 | Partay Feeling –                                         | — | — | — | UK45 (2 Wo.)UK | — | Dance22 (9 Wo.)Dance | B-Crew feat. Barbara Tucker, Ultra Naté, Dajaé und Moné Autoren: Barbara Tucker, Erick Morillo                                               |
| 1998 | Found a Cure Situation: Critical                         | — | — | CH35 (9 Wo.)CH | UK6 (7 Wo.)UK | — | Dance1 (13 Wo.)Dance | Autoren: John Ciafone, Lem Springsteen, Ultra Naté, Woody Pak                                                                                |
| 1998 | New Kind of Medicine Situation: Critical                 | — | — | — | UK14 (6 Wo.)UK | — | Dance28 (10 Wo.)Dance | Autoren: D-Influence, Ed Baden-Powell, Kwame Kwaten, Sarah Webb, Steve Marston, Ultra Naté                                                   |
| 1998 | If You Could Read My Mind Amber                          | DE65 (9 Wo.)DE | AT17 (12 Wo.)AT | — | UK23 (5 Wo.)UK | US52 (15 Wo.)US | Dance3 (14 Wo.)Dance | Stars on 54: Ultra Naté, Amber und Jocelyn Autor und Original: Gordon Lightfoot, 1970                                                        |
| 1998 | Pressure Situation: Critical                             | — | — | — | — | — | Dance3 (14 Wo.)Dance | Autoren: Al Mack, Ultra Naté, Renee Smith |
| 2000 | Desire Stranger Than Fiction                             | — | — | CH93 (2 Wo.)CH | UK40 (2 Wo.)UK | — | Dance1 (12 Wo.)Dance | Autoren: Craig Ross, Gerry DeVeaux, Ultra Naté                                                                                               |
| 2001 | Get It Up (The Feeling) Stranger Than Fiction            | — | — | — | UK51 (1 Wo.)UK | — | Dance1 (11 Wo.)Dance | Autoren: Arnthor Birgisson, Ultra Naté, Christian Karlsson, Patrick Tucker                                                                   |
| 2002 | I Don’t Understand It Stranger Than Fiction              | — | — | — | — | — | Dance25 (9 Wo.)Dance | Autoren: Ultra Naté, Lem Springsteen, John Ciafone                                                                                           |
| 2003 | Brass in Pocket –                                        | — | — | — | — | — | Dance8 (14 Wo.)Dance | Autoren: Chrissie Hynde, James Honeyman-Scott Original: The Pretenders, 1979                                                                 |
| 2005 | Freak On Grime, Silk & Thunder                           | — | — | — | UK37 (2 Wo.)UK | — | — | StoneBridge vs. Ultra Naté Autoren: Gerry DeVeaux, StoneBridge, Ultra Naté                                                                   |
| 2006 | Love’s the Only Drug Grime, Silk & Thunder               | — | — | — | — | — | Dance2 (18 Wo.)Dance | Autoren: Ollie Wright, Brian Pope, Eric Kupper, Ultra Naté                                                                                   |
| 2007 | Automatic Grime, Silk & Thunder                          | — | — | — | — | — | Dance18 (7 Wo.)Dance | Autoren: Brock Patrick Walsh, Mark Goldenberg Original: The Pointer Sisters, 1983                                                            |
| 2007 | Give It All You Got Grime, Silk & Thunder                | — | — | — | — | — | Dance1 (16 Wo.)Dance | feat. Chris Willis Autoren: Andy Evans, Glen Evans, Chris Willis, Ultra Naté                                                                 |
| 2008 | Twisted (Got Me Goin’ Round) Stranger Than Fiction       | — | — | — | — | — | Dance3 (15 Wo.)Dance | Autoren: Denis McFarlan, Ed Baden-Powell, Kwame Kwaten, Marc Clair, Steve Marston, Ultra Naté                                                |
| 2010 | Destination Hero Worship Deluxe Edition                  | — | — | — | — | — | Dance10 (13 Wo.)Dance | mit Tony Moran Autoren: Giuseppe Di Caccamo, Tony Moran, Ultra Naté                                                                          |
| 2011 | Turn It Up Hero Worship                                  | — | — | — | — | — | Dance4 (16 Wo.)Dance | Autoren: Femi Williams, Julien Aletti, Lisa Molina, Brinsley Evans, Ultra Naté                                                               |
| 2011 | Waiting on You Hero Worship                              | — | — | — | — | — | Dance11 (14 Wo.)Dance | mit Michelle Williams Autoren: Constantino Padovano, Femi Williams, Julien Aletti, Brinsley Evans, Raphael Aletti                            |
| 2013 | Everybody Loves the Night Hero Worship                   | — | — | — | — | — | Dance29 (10 Wo.)Dance | Autoren: Bill Coleman, Daniel Kelly, Jens Bergmark, Julien Aletti, Lisa Molina, Michael Lorrello, Brinsley Evans, Raphael Aletti, Ultra Naté |
| 2015 | Take Care of My Heart –                                  | — | — | — | — | — | Dance21 (11 Wo.)Dance | mit Eddie Amador |
| 2015 | Unconditional Hero Worship                               | — | — | — | — | — | Dance33 (4 Wo.)Dance | |

Weitere Singles
- 1990: Scandal (The Basement Boys present Ultra Naté)
- 1991: Deeper Love (Missing You)
- 1995: 10,000 Screamin’ Faggots (A Poem) (The Moonwalkers feat. Ultra Naté)
- 1995: Where Do We Go from Here? (The Duo feat. Ultra Naté und Col. Abrams)
- 1998: Situation: Critical
- 2001: Stranger Than Fiction
- 2002: Twisted
- 2003: Whatchagonnadoo (Double Deuce vs. Ultra Naté)
- 2003: Bittersweet Melody (Gaudino feat. Ultra Natè)
- 2004: Feel Love
- 2004: Time of Our Lives (Devoted feat. Ultra Natè und Gerry Deveaux)
- 2005: Wonderful Place (Blaze presents Underground Dance Artists United for Life feat. Ultra Naté)
- 2006: Love Is (Love Breeze) (Ultra Naté & DJ Spen present Jada)
- 2009: Faster Faster Pussycat (Let’s Go!) (feat. DJ King Tutt)
- 2010: No Wasted Hearts (Nicola Fasano vs. Ultra Naté)
- 2010: Give It 2 U (mit Quentin Harris)
- 2010: Things Happen at Night (EP)
- 2012: Save Me

## Auszeichnungen für Musikverkäufe
| Silberne Schallplatte - Frankreich - 1997: für die Single Free |

Anmerkung: Auszeichnungen in Ländern aus den Charttabellen bzw. Chartboxen sind in ebendiesen zu finden.
| Land/RegionAuszeichnungen für Musikverkäufe (Land/Region, Auszeichnungen, Verkäufe, Quellen) | Silber  | Gold | Platin  | Verkäufe | Quellen     |
| -------------------------------------------------------------------------------------------- | ------- | ---- | ------- | -------- | ----------- |
| Frankreich (SNEP)                                                                            | Silber1 | —    | —       | 125.000  | infodisc.fr |
| Vereinigtes Königreich (BPI)                                                                 | —       | —    | Platin1 | 600.000  | bpi.co.uk   |
| Insgesamt                                                                                    | Silber1 | —    | Platin1 |          |             |